# Martina Dieckhoff
Martina Dieckhoff  (* 29. Januar 1977) ist eine deutsche Sozialwissenschaftlerin.

## Leben
Von 1997 bis 2000 absolvierte sie den Diplom-Studiengang Politikwissenschaft an der FU Berlin und von 2000 bis 2001 den Master-Studiengang Vergleichende Sozialstaatsforschung am Nuffield College. Von 2001 bis 2005 war sie Doktorandin der Soziologie am Nuffield College. Von 2005 bis 2006 war sie Postdoc am Nuffield College (gefördert durch den Economic and Social Research Council). Von 2006 bis 2008 war sie Postdoc am Danish National Centre for Social Research. Von 2008 bis 2018 war sie Wissenschaftlerin in der Abteilung Ausbildung und Arbeitsmarkt am WZB. Zwischen 2018 und 2021 war sie Professorin für Methoden der empirischen Sozialforschung und Statistik an der Universität Flensburg. Seit 2021 ist sie Professorin für Sozialstrukturanalyse am Institut für Soziologie und Demographie der Universität Rostock.

## Schriften (Auswahl)
- mit Nadia Steiber: In search of gender differences in access to continuing training. Is there a gender training gap and if yes, why?. Berlin 2009.
- mit Vanessa Gash, Antje Mertens und Laura Romeu Gordo: A stalled revolution? What can we learn from women's drop-out to part-time jobs. A comparative analysis of Germany and the UK. Kiel 2016.